# Augusto Barcia Trelles
Augusto Barcia Trelles (A Veiga (Astúries), 5 de març de 1881 - Buenos Aires, 19 de juny de 1961) va ser un advocat, escriptor i polític republicà asturià.

## Biografia
Doctor en Dret i advocat, va ser germà de Camilo Barcia Trelles, catedràtic de Dret Internacional, que va tenir com a deixeble a Adolfo Miaja de la Muela. Va ser autor de diverses obres de caràcter jurídic-polític i històric. Va ser elegit diputat pel Partido Reformista del també asturià Melquiades Álvarez a les Corts entre 1916 i 1923. Després de l'adveniment de la Segona República, el 14 d'abril de 1931, s'afilia a Acció Republicana, el partit de Manuel Azaña, sent diputat en les legislatures de 1933 i 1936, i encapçalant-la a les Corts de 1935.
Co-fundador l'11 de febrer de 1933 de l'Associació d'Amics de la Unió Soviètica. Va defensar Lluís Companys i altres membres del govern de la Generalitat de Catalunya per la seva participació en la proclamació de l'Estat Català a l'octubre de 1934.
Després de la victòria, el febrer de 1936, del Front Popular, és nomenat ministre d'Estat als successius governs de Manuel Azaña, Santiago Casares Quiroga, Diego Martínez Barrio i José Giral, a més d'actuar per un breu període de dos dies (entre l'11 i el 13 de maig de 1936) com a president del govern després de la dimissió de Manuel Azaña en haver estat elegit president de la República. Transcorregut aquest temps, Azaña va nomenar Santiago Casares Quiroga president del govern.
Va ser l'últim president de la Comissió de Compres d'Armament a París, càrrec que va abandonar en saber de la caiguda de Catalunya a mans franquistes, exiliant-se a Amèrica. Va actuar, ja després del final de la Guerra Civil, com a Ministre d'Hisenda en els dos primers governs de la República en l'exili de José Giral.

## Obres
- San Martín,
- El genio político de Inglaterra
- La política de no intervención, 1942
- Las ideas económicas de Wagemann
- Un golpe de Estado internacional, 1944
- Mosaico internacional,
- Jovellanos político
- El pensamiento vivo de Jovellanos, 1951